# Alizarine
L'alizarine est un colorant rouge d'origine végétale, extrait de la racine de la garance des teinturiers (Rubia tinctorum L.), une plante vivace de la famille des Rubiacées, autrefois largement cultivée pour la teinture qu'elle fournissait.  
La laque d'alizarine (PR83) est le pigment laqué fabriqué à partir du colorant d'alizarine. Version synthétique de la laque de garance véritable (NR9), elle est communément appelée laque de garance, alizarine cramoisie ou cramoisie d'alizarine. 

## Chimie
L'alizarine est la 1,2-dihydroxyanthraquinone, un dérivé hydroxylé de l'anthraquinone. Elle est référencée au Colour Index comme Rouge Mordant 11. 
Elle est soluble dans l'hexane et le chloroforme. Elle change de couleur selon le pH, et peut donc servir d'indicateur de pH.

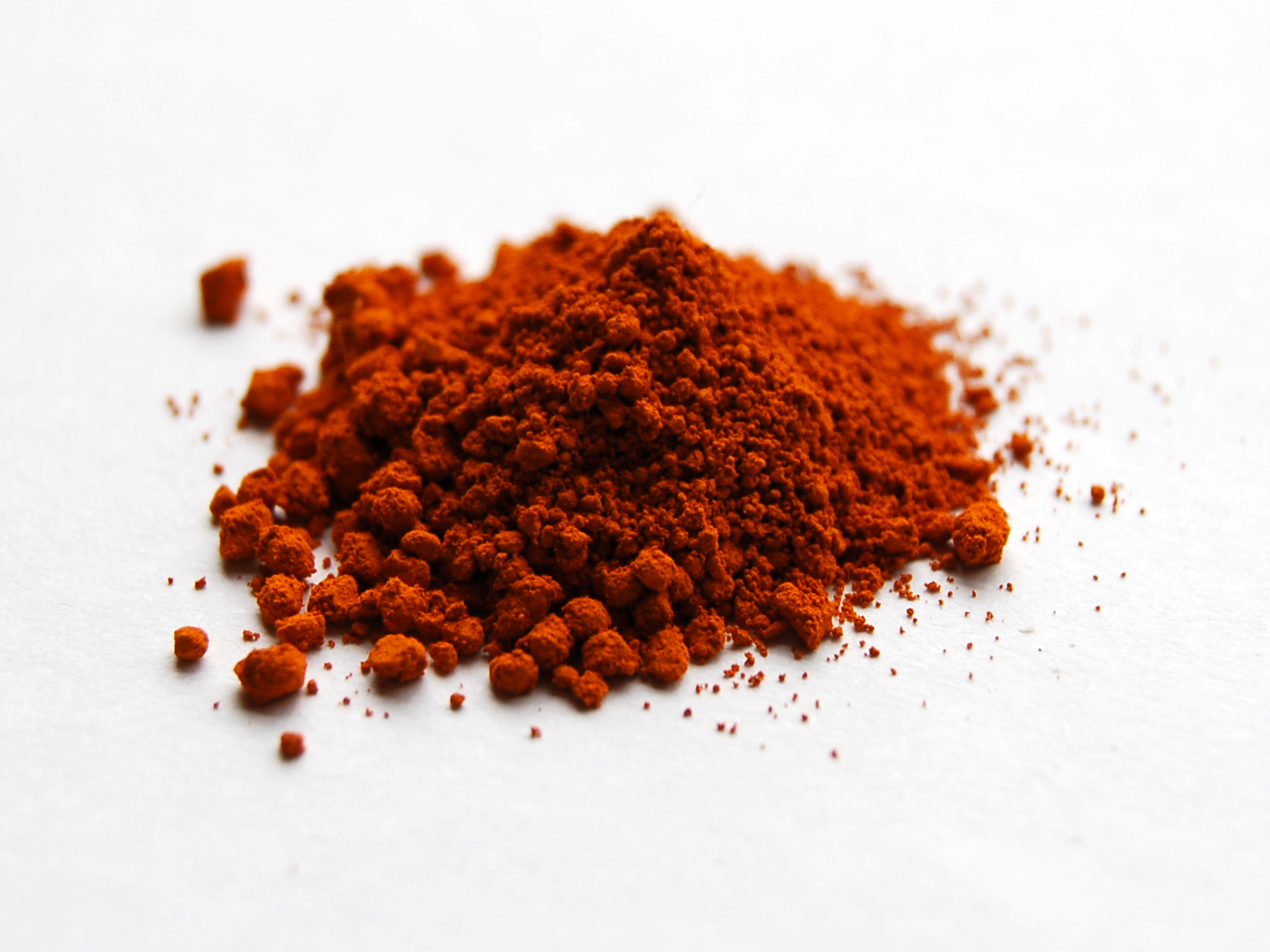
Poudre d'alizarine
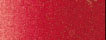
Rouge alizarine

## Histoire
La garance est cultivée depuis l'Antiquité en Asie centrale et en Égypte en tant que colorant. Elle pousse dans ces régions depuis 1500 av. J.-C. Des tissus colorés à la racine de garance ont été retrouvés dans la tombe du pharaon Toutankhamon, dans les ruines de Pompéi, ainsi que dans l'ancienne Corinthe. Au Moyen Âge, Charlemagne encourage la culture de la garance, qui pousse très bien dans les sols arénacés de Hollande et devient alors un moteur de l'économie locale.
En 1804, George Field met au point une technique pour laquer la garance en la traitant à l'alun, et à l'alcali. Ce procédé transforme l'extrait liquide en un pigment solide, et insoluble. 
La laque de garance obtenue possède un pouvoir colorant intense et peut être utilisée universellement, en la mélangeant à une peinture par exemple. Au cours des années suivantes, on découvre que d'autres sels métalliques - et notamment les sels de fer, d'étain et de chrome - peuvent être utilisés en remplacement de l'alun pour donner à des pigments à base de garance diverses couleurs. Cette méthode générale pour préparer des laques est connue depuis plusieurs siècles.
En 1826, les chimistes français P.-J. Robiquet et J.-J. Colin découvrent que la racine de garance renferme en réalité deux colorants : l'alizarine rouge et la purpurine, qui s'affadit plus rapidement. 
En 1869, l'alizarine devient le premier pigment naturel à être reproduit synthétiquement quand les chimistes allemands Carl Graebe et Carl Liebermann, employés chez BASF, trouvèrent un moyen de l'obtenir à partir de l'anthracène. Un jour plus tard, le chimiste anglais William Henry Perkin découvre la même synthèse, indépendamment de l'équipe allemande. Le groupe BASF dépose le brevet une journée avant Perkin. Il commercialise de l'alizarine à partir de 1871.
L'alizarine synthétique peut être produite pour moins de la moitié du coût d'une production naturelle. Au début des années 1870, l'alizarine supplante la garance cultivée dans le Midi de la France (fin totale de la production en 1884), en Alsace et en Hollande, ce qui plonge ces régions dans des difficultés économiques soudaines et marquera le début d'une reconversion nécessaire.
L'alizarine est souvent remplacée aujourd'hui par des rouges plus performants : quinacridone (développée par DuPont en 1958), anthraquinonique, DPP.

## Applications

### Médecine
L'alizarine rouge est utilisée dans les laboratoires d'analyses biochimiques pour déterminer - quantitativement, par colorimétrie - la présence de dépôts calciques par les cellules de la lignée osseuse. Dans la pratique clinique, elle est également utilisée pour maculer le liquide synovial, afin de permettre l'accès aux cristaux de phosphates de calcium. (à vérifier)

### Beaux-arts
Le nom de couleur alizarine est répandu dans les nuanciers destinés aux beaux-arts, quoique le pigment soit généralement un remplacement. On trouve 599 Alizarine cramoisie ; 328 Carmin d'alizarine ; 694 alizarine écarlate, 696 alizarine rouge,.

### Exploration géologique du sous-sol par forage
La molécule 1,2-dihydroxy-9,10-anthracenedione est également utilisée de façon routinière par les géologues de sonde travaillant sur les forages exploratoires. L'alizarine est employée dans ce contexte afin de tester la présence ou l'absence de dolomite ou de calcite dans les échantillons rocheux carbonatés remontés des profondeurs vers la surface via la boue de forage. La calcite se colorant en effet en rouge sous l'effet d'une solution diluée de 1,2-dihydroxy-9,10-anthracenedione, contrairement aux cristaux de dolomite.